# Charles René Girard de Villars
Charles René Girard de Villars est un naturaliste français, né le 19 octobre 1698 à Luçon (ou Mouchamps ?) et mort le 5 mars 1769 dans cette même ville.

## Biographie
Il fait des études de médecine et exerce à Chantonnay de 1733 à 1741. Conseiller du Roi, docteur en médecine, diplômé des universités de Montpellier et d’Angers, agrégé au Collège royal des médecins de La Rochelle, professeur d’anatomie et de chirurgie audit collège ; il devient alors membre de l’Académie des belles-lettres, sciences et arts de La Rochelle, dont il assure la vice-présidence en 1744 et la présidence en 1746. Il devient, en 1747, correspondant de l’Académie des sciences auprès de René-Antoine Ferchault de Réaumur (1683-1757) puis, à la mort de ce dernier d’Antoine de Jussieu (1686-1758).

## Source
- Jean Dhombres (dir.) (1995). Aventures scientifiques. Savants en Poitou-Charentes du XVIe au XXe siècle. Les éditions de l’Actualité Poitou-Charentes (Poitiers) : 262 p.  (ISBN 2-911320-00-X)